# 清河街道 (北京市)
清河街道，是中华人民共和国北京市海淀區下辖的一个乡级行政区。街道得名于位于清河老街社区、四街社区、花园楼社区、毛纺南小区社区一带的清河镇。

## 历史
清末，为给新军提供服装面料，朝廷在1907年选址清河镇马官坟建设毛纺织厂。1908年，溥利呢革公司开始建设，成为北京最早的毛纺织企业。公司多次更名，1948年底改名为北京清河制呢厂。1962年，清河制呢厂被扩建为三家纺织厂，即清河毛纺织厂、北京毛纺织厂、北京绒毯厂，清河镇成为北京市毛纺织产业的基地。
改革开放后，清河镇的三家毛纺织厂渐渐衰落。2006年，为迎接北京奥运会、减少工业污染，北京市将属于污染企业的这三家毛纺织厂迁往平谷区。纺织厂原址则进行地产开发，建设住宅区和商圈。溥利呢革公司的一幢办公楼得以保留，在2015年11月以清河制呢厂办公楼为名入选海淀区文物保护单位。
中国人民解放军火箭军（原中国人民解放军第二炮兵部队）总部位于清河街道。

## 行政区划
清河街道下辖以下地区：
清河老街社区、四街社区、朱房社区、安宁里社区、二炮清河大院社区、长城润滑油社区、空军装备研究院社区、总装小营社区、加气混凝土厂社区、花园楼社区、毛纺南小区社区、毛纺北小区社区、北毛社区、安宁东路社区、阳光社区、安宁北路社区、西二旗一里社区、安宁庄社区、怡美家园社区、海清园社区、当代城市家园社区、安宁南里社区、清上园社区、力度家园社区、小营西路32号院社区、领秀硅谷社区、学府树家园第一社区和智学苑社区。